# Eudorylas ablus
Eudorylas ablus är en tvåvingeart som först beskrevs av Hardy 1954.  Eudorylas ablus ingår i släktet Eudorylas och familjen ögonflugor. Inga underarter finns listade i Catalogue of Life.